# Герасимов Михайло Олександрович
Михайло Олександрович Герасимов (рос. Михаил Александрович Герасимов; нар. 21 жовтня 1884, Стрельниково — пом. 18 квітня 1966, Москва) — радянський вчений в області виноробства. Доктор сільськогосподарських наук з 1941 року, професор з 1944 року, член-кореспондент Італійської академії виноградарства і виноробства з 1961 року, почесний доктор Угорського інституту садівництва, виноградарства та виноробства з 1963 року.

## Біографія
Народився 9 (21) жовтня 1884 року в селі Стрельниковому (нині Орловська область, Росія). У 1909 закінчив природничий факультет Московського університету. Один з організаторів російського виноробства. У 1919 році працював у виноробному господарстві в Абрау-Дюрсо, з 1923-го по 1931 рік — в Державному Нікітському ботанічному саду, з 1931-го по 1936 рік — в Науково-дослідному інституті виноградарства і виноробства в Грузії. З 1936 року — головний винороб Наркомхарчпрому СРСР, а з 1938 року — головний інженер-винороб тресту Главвино. Одночасно з 1953 року завідувач кафедрою виноробства Московського технологічних інституту харчової промисловості. Був головою Центральної дегустаційної комісії, головою постійної технологічної комісії Міжнародного бюро вин.
Помер в Москві 18 квітня 1966 року.

## Наукова діяльність
Досліджував питання дозрівання і старіння вин. Розробив технологічні основи розвитку десертного виноробства для різних кліматичних зон, основи і методи термічної обробки вин для прискорення їх дозрівання, встановив причини недобродів вин і запропонував способи їх усунення. Вченим вивчені питання очищення і поліпшення якості вин при обробці їх холодом, застосування в практиці виноробства сірчистого ангідриду, раціоналізації виробництва виннокислотного сировини. Науково обґрунтував і впровадив у виробництво технологію нового типу вина — Радянського хересу. Автор 150 наукових праць, 3 винаходів. Серед робіт:
- Созревание и старение вина. — Москва, 1939;
- Избранные работы по виноделию 1925—1955. — Москва, 1955;
- Технология вина. — 3-е изд. — Москва, 1964.

## Відзнаки
- Заслужений діяч науки і техніки РРФСР (1944);
- Нагороджений орденом Леніна, трьома орденами Трудового Червоного Прапора, медалями.